# Zale plumbimargo
Zale plumbimargo là một loài bướm đêm trong họ Erebidae.